# Heerlijkheid Limpurg-Speckfeld
De heerlijkheid Limpurg-Speckfeld was een tot de Frankische Kreits behorende heerlijkheid binnen het Heilige Roomse Rijk.
Speckfeld is gelegen bij Markt Einersheim in Beieren. De burcht Speckfeld met de daarbij horende drie dorpen kwamen door erfenis aan het graafschap Hohenlohe. Ten gevolge van het huwelijk van Elizabeth van Hohenlohe-Speckfeld met Frederik Schenk van Limpurg kwam de heerlijkheid in 1412 aan het graafschap Limpurg.
Na de dood van Frederik en Elizabeth vond er in 1414/41 een deling plaats:
- Koenraad kreeg Gaildorf en Schmiedelfeld (uitgestorven in 1690)
- Frederik kreeg Limpurg, Speckfeld en Obersontheim (uitgestorven in 1713)

Nadat het slot Limpurg in 1541 aan de rijksstad Schwäbisch Hall was verkocht, werd de residentie naar Sontheim verlegd. Na de dood van Frederik van Limpurg-Obersontheim in 1596 vond een verdere deling plaats:
- Hendrik kreeg Sontheim (uitgestorven in 1676)
- Eberhard kreeg Speckfeld (uitgestorven in 1713)

Na het uitsterven van de tak Sontheim in 1676 deelden de broers Vollrath en Georg Eberhard van Limpurg-Speckfeld:
- Vollrath kreeg Sontheim (uitgestorven in 1713)
- Georg Eberhard kreeg Speckfeld (uitgestorven in 1705)

Na de dood van Georg Eberhard van Limpurg-Speckfeld in 1705 viel het bezit aan zijn drie dochters:
- Amalia (overleden 1754), gehuwd met graaf Joachim van Rechteren (overleden 1715). Zij erfde half Speckfeld.
- Albertine (overleden 1717) gehuwd met graaf Frederik van Welz (overleden 1721). Zij erfde een aandeel in Gaildorf.
- Christine (overleden 1765), gehuwd met graaf Victor Sigmund van Grävenitz (overleden 1766). Gescheiden 1739. Zij erfde half Speckfeld

Na de kinderloze dood van Christine viel haar helft van Speckfeld aan de zoon van Amalia, Johan Eberhard van Rechteren-Limpurg, zodat de heerlijkheid Speckfeld herenigd was.
Artikel 24 van de Rijnbondakte van 12 juli 1806 stelde de heerlijkheid Speckfeld onder de soevereiniteit van het koninkrijk Beieren: de mediatisering.

## Bezit
De ambten Markt Einersheim, Sommerhausen en half Gollhofen.

## Regenten
| regering  | naam                          | geboren    | overleden  | familie                   |
| --------- | ----------------------------- | ---------- | ---------- | ------------------------- |
| 1530-1558 | Karel I                       | 17-3-1498  | 2-9-1558   | zoon van Gotfried II      |
| 1558-1581 | Gotfried IV                   | 1548       | 16-6-1581  | zoon                      |
| 1581-1596 | Frederik VII                  | 6-8-1536   | 29-1-1596  | kleinzoon van Gotfried II |
| 1596-1622 | Eberhard I                    | 3-10-1560  | 26-2-1622  | zoon                      |
| 1622-1627 | Philips Lodewijk              | 1-10-1588  | 7-2-1627   | zoon                      |
| 1627-1651 | Georg Frederik                | 27-6-1596  | 5-12-1651  | broer                     |
| 1651-1673 | Frans                         | 27-7-1637  | 16-11-1673 | zoon                      |
| 1673-1676 | Vollrath                      | 12-6-1641  | 19-8-1713  | broer                     |
| 1676-1705 | Georg Eberhard                | 3-10-1643  | 11-4-1705  | broer                     |
| 1705-1754 | Amalie Alexandrine Friederike | 5-1-1689   | 2-4-1754   | dochter                   |
| 1705-1765 | Christine Caroline Henriette  | 26-11-1691 | 13-11-1765 | zuster                    |
| 1754-1804 | Josina Elizabeth              | 11-2-1738  | 28-4-1804  | kleindochter Amalie       |
| 1754-1806 | Frederik Lodewijk             | 29-2-1748  | 8-9-1814   | broer                     |
| 1754-1806 | Frederik Reinhald             | 22-9-1751  | 20-6-1842  | broer                     |